# 디 중간자
디 중간자(D meson)란 맵시 쿼크와, 그보다 가벼운 다른 쿼크 (위, 아래, 기묘 쿼크)로 이루어진 중간자를 총칭하는 말이다. 기호는 라틴 문자 디(D)다.

## 역사
일반 디 중입자는 1976년에 스탠퍼드 선형 가속기 센터의 Mark I 실험에서 발견되었다. 기묘 디 중입자는 1983년에 코넬 대학교의 클레오(CLEO) 공동연구 팀이 발견하였다. 원래 기묘 디 중입자는 에프(F)로 명명되었으나, 1986년에 PDG에서 Ds로 바꿨다.

## 같이 보기
- 입자 목록

## 참고 문헌
- Goldhaber et al. (1976), PRL 37:255. (D0 발견)
- Peruzzi et al. (1976), PRL 37:569. (D±의 발견)
- Chen et al. (1983) PRL 52:634. (D±s의 발견)